# Euscorpius balearicus
El escorpión balear (Euscorpius balearicus) es una especie de escorpión endémico de las islas Gimnesias.

## Sistemática
Fue inicialmente descrita como la subespecie balearicus de Euscorpius carpathicus por Lodovico di Caporiacco en 1950. Sin embargo, en 2001 al realizar análisis de alozimas y ADN mitocondrial se descubrió que ambos taxones diferían en alrededor del 10 %, siendo reclasificada como especie.